# کانیمخ
کانیمخ (به ازبکی: Konimex) یک منطقهٔ مسکونی در ازبکستان است که در ناحیه کانیمخ واقع شده‌است. کانیمخ ۸٬۴۰۰ نفر جمعیت دارد.